# Joies de la corona britànica

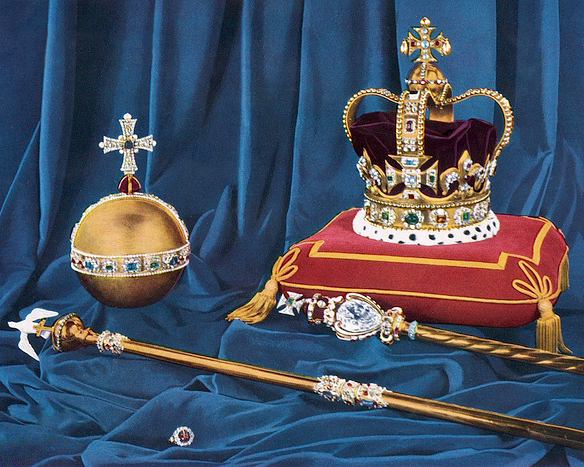
Joies de la corona britànica

Les Joies de la reialesa és una de les col·leccions més espectaculars del món.

## Joies
- Tiara de la Reina Maria fou un regal de les noies de Gran Bretanya i Irlanda als ducs de York pel seu casament.
- La tiara Delhi Durbar Tiara fou un regal de la Colònia de l'Índia a la reina Maria de Teck.